# Celestino V
Celestino V, de nombre secular Pietro Angeleri di Murrone (probablemente Isernia o Sant'Angelo Limosano, c. 1215-Fumone, 19 de mayo de 1296) fue el papa 192.º de la Iglesia católica desde el 5 de julio de 1294 hasta su renuncia al cargo, el 13 de diciembre del mismo año.

## Biografía
Nacido en la región italiana de Molise, era el undécimo hijo de Angelo Angelerio y Maria Leone. Ingresó en 1232 como monje al monasterio benedictino de Santa Maria in Faifoli, situado en la diócesis de Benevento, donde mostró una extraordinaria predisposición al ascetismo, que en 1239 le llevó a hacerse eremita en una cueva situada en el monte Morrone, donde permanecería durante cinco años.
Tras este periodo de total aislamiento, se trasladó con dos compañeros a una cueva similar en la montaña de Majella en la región de Abruzos, en el centro de Italia, en donde en 1254 fundó una rama benedictina conocida como la Orden de los Celestinos, que sería aprobada por Urbano IV en 1264.

## Pontificado

#### Elección
Después de la muerte de Nicolás IV (4 de abril de 1292), Pietro di Murrone fue elegido papa, por aclamación, tras un período de dos años y tres meses en el que la silla de San Pedro permaneció vacante debido a la división del colegio cardenalicio en dos facciones encabezadas por las familias Colonna y Orsini. Murrone tenía 79 años de edad y era inexperto tanto en el gobierno de la Iglesia como en la política; aun así –y en contra de su voluntad– abandonó su retiro y aceptó el cometido.
El nuevo papa tomó como nombre Celestino V tras su coronación en la ciudad de L'Aquila, rechazó los símbolos del poder imperial y de la escolástica, signos que tenían en sumisión a las masas; adoptó por el contrario como característica de su gobierno la simplicidad de Cristo e instaló su sede en Nápoles, donde hizo su entrada a lomos de un asno que conducía el fiel aliado de la Iglesia Carlos II de Anjou, rey de Nápoles y Sicilia –hijo de Carlos I de Anjou, y por tanto, sobrino de Luis IX–, y su hijo, Carlos Martel de Anjou-Sicilia, nombrado rey de Hungría por el papa Nicolás IV.

#### Gobierno
El pontificado de Celestino V fue de pocos meses. Una de sus decisiones más recordadas fue la institución de un jubileo especial, que se celebra todavía cada año a finales de agosto en la Basílica de Santa María de Collemaggio (en la ciudad de L'Aquila), y que es conocido hoy en día como "Perdón Celestiniano" (Perdonanza en italiano).
El papa nombró doce cardenales, entre los cuales había siete franceses y cinco italianos (ninguno romano), y además cinco de ellos eran monjes. Según algunos historiadores, a partir de dicha elección se puede entrever los deseos de reforma de Celestino V de la Curia Romana, además de la influencia del pensamiento de Joaquín de Fiore en que la Iglesia se encontraba en la edad del gobierno de los monjes.
Celestino V favoreció grandemente el movimiento de los franciscanos espirituales, liderados por Angelo Clareno y Pedro de Macerata, permitiéndoles vivir según la regla estricta y el testamento de san Francisco, separándoles de la Orden de los Frailes Menores y sujetándolos directamente a la obediencia del papa en una nueva orden.
Rápidamente, el pontífice ganó enemigos en la curia romana por causa de sus reformas, y estos ya no le seguían en sus decisiones, por lo que pensó en delegar el gobierno de la Iglesia en tres cardenales. Sin embargo, el cardenal Matteo Rosso Orsini le hizo observar que "la esposa de Cristo nunca se ha casado con tres maridos", por lo cual renunció a dicho pensamiento.

#### Renuncia

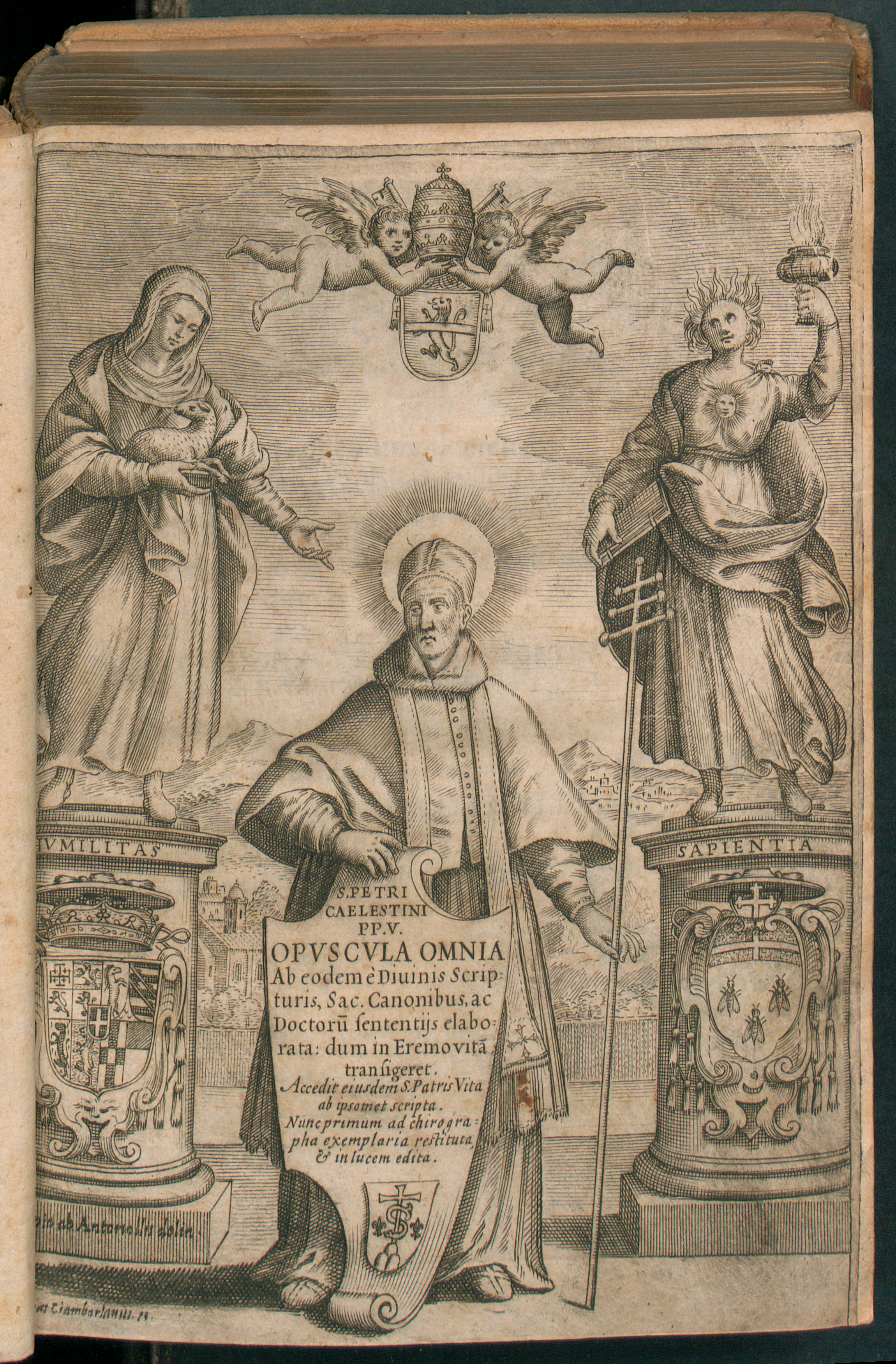
Opuscula omnia, 1640.

Nada en su vida anterior había preparado a Murrone para el gobierno de la Iglesia. Se había dado cuenta de que no tenía todo bajo control y entendió que corría el riesgo de ser manejado por otros más poderosos que él, por lo cual, tras cinco meses y nueve días como pontífice, renunció voluntariamente a su trono el 13 de diciembre de 1294. Por escrito dio las siguientes razones: por enfermedad, por falta de conocimientos y para retornar a su vida de ermitaño. Diez días después de la renuncia, se reunió el cónclave que, en un solo día de deliberaciones, eligió al cardenal Benedicto Caetani que tomó el nombre de Bonifacio VIII.
La cuestión de la renuncia del papa (que ya había intentado en vano un papa de su mismo nombre, Celestino III) tuvo como consecuencia una gran discusión entre los teólogos, especialmente de la universidad de París, durante el siglo XIV. El siguiente pontífice en renunciar fue Gregorio XII en 1415, aunque este no fue de manera voluntaria, sino por la decisión del Concilio de Constanza para dar fin al Cisma de Occidente. Tomando en cuenta la importancia de la libertad del pontífice para tomar la decisión de dimitir, ningún papa volvería a renunciar a su cargo hasta febrero de 2013, cuando Benedicto XVI optó por esta decisión.
Sin embargo, Dante Alighieri lo sitúa en el círculo más superficial del Infierno de su Divina Comedia, el destinado a los tibios que no se ponen a favor de nadie, ni de Dios ni del Diablo, y se desentienden de todo.

### Apresamiento y muerte

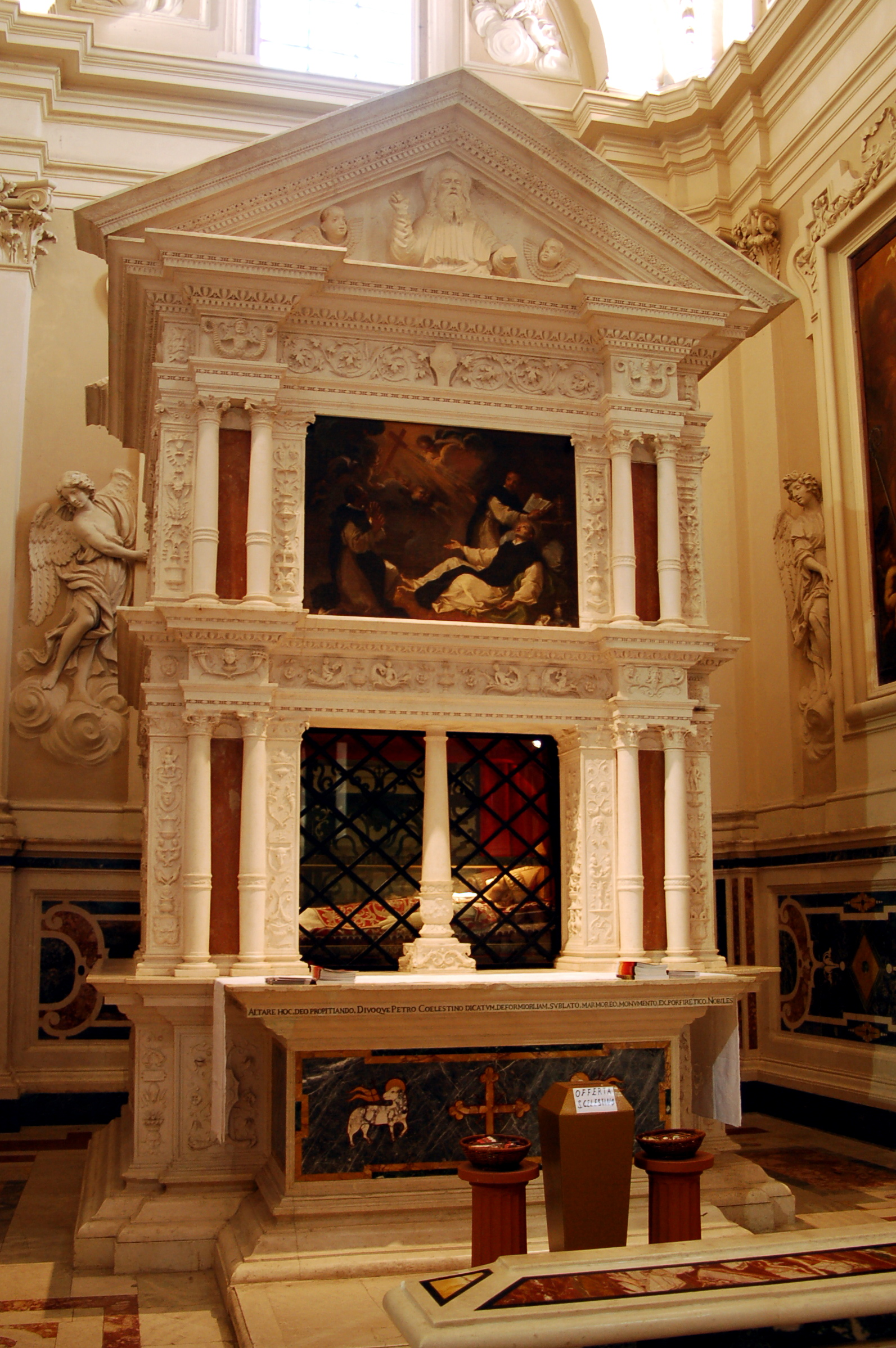
La tumba de Celestino V antes del terremoto de L'Aquila de 2009.

Bonifacio VIII trasladó inmediatamente la sede papal a Roma ordenando a Celestino V que lo acompañara, temeroso de que el pueblo napolitano, contrario a su elección, lo siguiera considerando como el legítimo pontífice y se provocase un cisma. En el trayecto, Celestino V logró escapar y refugiarse en su antigua celda del Monte Morrone hasta que, acosado por Bonifacio VIII, intentó infructuosamente huir a Grecia, siendo detenido, sometido a juicio y encarcelado en la torre del castillo de Fumone, cerca de Anagni, donde falleció el 19 de mayo de 1296, tras diez meses de confinamiento.
Pietro del Murrone fue sepultado en la iglesia de San Antonio de la abadía celestina que dependía de la casa madre de la orden por él fundada.

## Culto

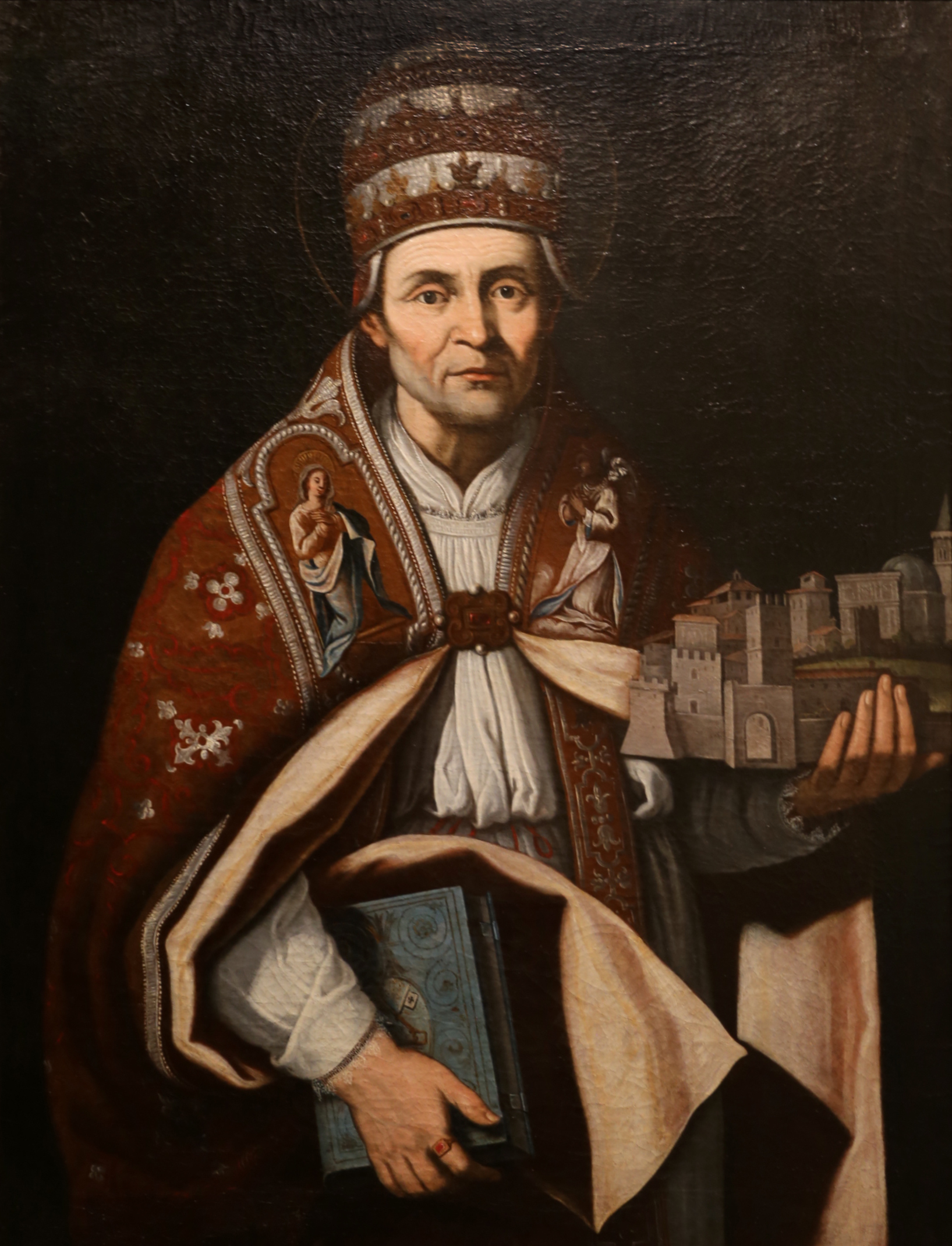
San Pedro Celestino (o San Celestino V), pintura de Giulio Cesare Bedeschini, 1613, Museo Nacional de Abruzos.

El 5 de mayo de 1313, fue canonizado por el papa Clemente V, tras la solicitud hecha por el rey Felipe IV el Hermoso, y por la difundida devoción popular hacia Celestino V. Aun así Clemente V no lo canonizó como mártir, según las pretensiones de Felipe que quería con ello destruir la figura de Bonifacio VIII, y significativamente lo hizo con su nombre secular Pietro del Murrone, seguramente para dar a entender que Bonifacio sí era su legítimo sucesor.
En febrero de 1317, sus restos fueron trasladados a L'Aquila, y depositados en la basílica de Santa Maria di Collemaggio, donde había sido coronado papa. Luego del terremoto de 2009, sus restos fueron recuperados por los bomberos con la colaboración de la guardia civil y la guardia de finanzas de L'Aquila. El reconocimiento de las reliquias lo hizo el papa Benedicto XVI, en su visita a la ciudad, el 18 de abril de 2009, y fueron colocadas nuevamente en la basílica.

## Celestino V en la literatura
Celestino V vivió durante la época de Dante, quien lo colocó en el Infierno de su Divina comedia junto a los inútiles y/o neutrales que se encuentran entre la puerta y el vestíbulo según la obra. En Infierno, Canto III, Terceto 58, alude a Murrone diciendo: Poscia ch'io v'ebbi alcun riconosciuto, / vidi e conobbi l'ombra de colui / che fece per viltà lo gran rifiuto (Así que distinguir los rostros pude, miré con más fijeza, y vi entre varios al que hizo por vileza el gran rechazo), aunque también puede referirse a Poncio Pilato.
Las profecías de San Malaquías se refieren a este papa como Ex eremo celsus ("Elevado de la ermita"), cita que hace referencia a que antes de ser elegido pontífice fue ermitaño del monasterio de Pouilles.
Entre los llamados Poemas canónicos o autorizados de Constantino Cavafis hay uno, datado entre 1899 y 1901, que, partiendo precisamente de los versos de Dante, se titula "Che fece... il gran rifiuto". Pero Cavafis, en vez de criticar a Celestino V, elogia su valor y la trascendencia de "el gran No".
Ignazio Silone, escritor italiano, escribió en 1968 una novela llamada La aventura de un pobre cristiano, donde el protagonista es precisamente Celestino V y donde narra de manera teatral los acontecimientos acaecidos al Papa y su relación con la jerarquía de la Iglesia. En 1969 dicha novela se llevó al teatro.
En 1982 el periodista y escritor francés Jean Ferniot escribió El poder y la santidad, una novela sobre la elección, renuncia, muerte y canonización de Celestino V, en la cual se sumerge en el profundo conflicto que se plantea permanentemente en la Iglesia entre el poder espiritual y temporal en manos de los hombres.
En la novela Ángeles y demonios, de Dan Brown, se menciona que, por medio de rayos x, se había descubierto un clavo de 25 centímetros en el cráneo de Celestino V, cuya muerte habría sido presuntamente gestionada por su sucesor Bonifacio VIII.